# بوسنی و هرزگوین در المپیک تابستانی ۲۰۲۴
کاروان المپیکی بوسنی و هرزگوین، یکی از کاروان‌های شرکت‌کننده در بازی‌های المپیک تابستانی ۲۰۲۴ بود. این دوره از بازی‌ها از ۲۶ ژوئیه تا ۱۱ اوت ۲۰۲۴ ۲۰۲۴ (۵ تا ۲۱ امرداد ۱۴۰۳ خورشیدی) به میزبانی پاریس، پایتخت فرانسه برگزار شد. این حضور، نهمین حضور مستقل این کشور در بازی‌های المپیک بود.
تنها امید کسب مدال این کاروان، لاریسا سریچ بود. او در جودو وزن +۷۸ کیلوگرم، در بخش شانس مجدد در دور پیش از مدال برنز، جدالی سخت با کیم ها یون  از کره جنوبی داشت اما بازی را به وی واگذار کرد. دیگر ورزشکاران نیز از کسب مدال بازماندند.

## شرکت‌کنندگان
ورزشکاران این کاروان در ورزش‌های زیر به رقابت پرداختند.
| ورزش        | مردان | زنان | مجموع |
| ----------- | ----- | ---- | ----- |
| دو و میدانی | ۱     | ۰    | ۱     |
| جودو        | ۰     | ۲    | ۲     |
| شنا         | ۱     | ۱    | ۲     |
| مجموع       | ۲     | ۳    | ۵     |